# Copanatoyac
Copanatoyac är en ort i Mexiko.   Den ligger i kommunen Copanatoyac och delstaten Guerrero, i den sydöstra delen av landet, 220 km söder om huvudstaden Mexico City. Copanatoyac ligger 1 374 meter över havet och antalet invånare är 2 924.
Terrängen runt Copanatoyac är huvudsakligen kuperad, men söderut är den bergig. Copanatoyac ligger nere i en dal. Runt Copanatoyac är det ganska tätbefolkat, med 248 invånare per kvadratkilometer. Närmaste större samhälle är Tlapa de Comonfort, 17,0 km nordost om Copanatoyac. I omgivningarna runt Copanatoyac växer huvudsakligen savannskog.